# Guerre soviéto-lituanienne
La guerre soviéto-lituanienne (12 décembre 1918 - 31 août 1919), aussi connue sous le nom de guerre lituano-bolchévique (en lituanien : karas su bolševikais) est l'un des multiples conflits qui marque les premières années d'indépendance de la Lituanie. Elle débute le 12 décembre 1918, lorsque l'Armée rouge franchit la frontière lituanienne dans le cadre de son offensive vers l'ouest de 1918-1919.
Cette offensive bolchévique suit le retrait des troupes allemandes du front de l'Est après la fin de la Première Guerre mondiale et vise à établir des républiques soviétiques en Ukraine, en Biélorussie, en Lituanie, en Lettonie, en Estonie, en Pologne et à faire le lien avec la révolution allemande, alors en cours. Ne rencontrant d'abord aucune opposition, les forces bolchéviques se rendent maîtresses en un mois et demi des deux tiers de la Lituanie. En février 1919, leur avance est stoppée par des troupes de volontaires lituaniens et allemands (envoyés avec le soutien de la République de Weimar), qui les empêchent de s'emparer de Kaunas, la capitale provisoire de la Lituanie.
À partir d'avril 1919, le conflit se complexifie sensiblement avec l'entrée en jeu de la Pologne, elle aussi aux prises avec les Soviétiques, et qui revendiquent également la possession de parties du territoire lituanien. Parallèlement, tous les camps en présence doivent composer avec l'armée occidentale des volontaires, une vaste troupe hétéroclite, anti-bolchévique et germanophile, qui lutte à la fois contre les indépendances lettones et lituaniennes et contre les Bolchéviques dans les pays baltes.
Après une offensive débutée à la mi-mai 1919, les Lituaniens acculent les forces communistes dans la région de Zarasai, près de la frontière lettone, dans une zone parsemée de collines et de lacs. Le front reste stable sans affrontements majeurs à partir d'août. Les Soviétiques et les Lituaniens, séparés par la rivière Daugava, maintiennent ce statu-quo jusqu'à la bataille de Daugavpils en janvier 1920. Le traité de paix soviéto-lituanien est finalement signé le 12 juillet 1920. Par ce traité, la Russie soviétique reconnaît l'indépendance de la Lituanie.
L'historien anglo-polonais Norman Davies a résumé ainsi ce conflit complexe : « l'armée allemande soutenait les nationalistes lituaniens, les Soviétiques soutenaient les communistes lituaniens et l'armée polonaise les combattait tous ».